# 阮垂玲
阮垂玲（越南语：／，1997年11月20日—），曾译作阮翠玲，越南女子羽毛球運動員。

## 簡歷
2015年12月，阮垂玲出戰孟加拉羽毛球國際挑戰賽，在女单準决赛以0比2（16-21、12-21）不敌印度的露丝维卡·斯瓦尼·加德，赢得亚军。
2016年7月，阮垂玲出戰白夜羽毛球賽，在女单準决赛以0比2（13-21、17-21）不敌日本的漆崎真子。同年12月，她出战孟加拉羽毛球國際挑戰賽，在女单决赛以0比2（18-21、13-21）不敌赛会头号种子、同胞的武氏妆，赢得亚军。同期12月，她出战尼泊爾羽毛球國際系列賽，在女单决赛以2比0（21-17、21-16）击败了印尼的德維·尤妮達·英達·薩里，夺得其首个国际赛冠军。
2017年3月，阮垂玲出戰越南羽毛球國際挑戰賽，在女单準决赛以0比2（14-21、11-21）不敌赛会2号种子、泰国的蓬帕威·磋楚翁。同年6月，她出战蒙古國羽毛球國際賽，在女单决赛以2比0（21-18、21-9）击败了韩国的韩所延，赢得冠军。同年9月，她出战新加坡羽毛球國際系列賽，在女单準决赛以0比2（12-21、9-21）不敌赛会头号种子、马来西亚新星的吳堇溦。同年10月，她出战寮國羽毛球國際系列賽，在女单决赛以2比1（21-12、16-21、21-11）击败了泰国的本雅帕·艾姆薩德，赢得冠军。同年12月，她出战意大利羽毛球國際賽，在女单决赛以2比1（24-22、16-21、23-21）力克丹麦的萊恩·克里斯托弗森，赢得冠军。
2018年3月，阮垂玲出戰越南羽毛球國際挑戰賽，在女单準决赛以1比2（10-21、21-18、9-21）不敌赛会3号种子、印尼的迪娜·迪亚·阿尤丝丁。

## 主要比賽成績
只列出曾進入準決賽的國際賽事成績：
| 年份   | 賽事                   | 公開賽級別 | 項目     | 成績   |
| ------ | ---------------------- | ---------- | -------- | ------ |
| 2014年 | 越南羽毛球國際系列賽   | 國際系列賽 | 女子單打 | 準決賽 |
| 2015年 | 孟加拉羽毛球國際挑戰賽 | 國際挑戰賽 | 女子單打 | 準決賽 |
| 2016年 | 白夜羽毛球賽           | 國際挑戰賽 | 女子單打 | 準決賽 |
| 2016年 | 孟加拉羽毛球國際挑戰賽 | 國際挑戰賽 | 女子單打 | 亞軍   |
| 2016年 | 尼泊爾羽毛球國際系列賽 | 國際系列賽 | 女子單打 | 冠軍   |
| 2017年 | 越南羽毛球國際挑戰賽   | 國際挑戰賽 | 女子單打 | 準決賽 |
| 2017年 | 蒙古國羽毛球國際賽     | 國際系列賽 | 女子單打 | 冠軍   |
| 2017年 | 新加坡羽毛球國際系列賽 | 國際系列賽 | 女子單打 | 準決賽 |
| 2017年 | 寮國羽毛球國際系列賽   | 國際系列賽 | 女子單打 | 冠軍   |
| 2017年 | 意大利羽毛球國際賽     | 國際挑戰賽 | 女子單打 | 冠軍   |
| 2018年 | 越南羽毛球國際挑戰賽   | 國際挑戰賽 | 女子單打 | 準決賽 |
| 2018年 | 南澳洲羽毛球國際賽     | 國際挑戰賽 | 女子單打 | 準決賽 |
| 2018年 | 雪梨羽毛球國際賽       | 國際系列賽 | 女子單打 | 準決賽 |
| 2018年 | 捷克羽毛球公開賽       | 國際挑戰賽 | 女子單打 | 準決賽 |
| 2018年 | 孟加拉羽毛球國際挑戰賽 | 國際挑戰賽 | 女子單打 | 冠軍   |
| 2019年 | 蒙古國羽毛球國際賽     | 國際挑戰賽 | 女子單打 | 準決賽 |
| 2019年 | 印尼瑪琅市長羽球大師賽 | 超級100賽  | 女子單打 | 準決賽 |
| 2019年 | 匈牙利羽毛球國際賽     | 國際挑戰賽 | 女子單打 | 亞軍   |
| 2019年 | 挪威羽毛球國際賽       | 國際系列賽 | 女子單打 | 亞軍   |
| 2019年 | 孟加拉羽毛球國際挑戰賽 | 國際挑戰賽 | 女子單打 | 冠軍   |
| 2020年 | 奧地利羽毛球公開賽     | 國際挑戰賽 | 女子單打 | 亞軍   |
| 2022年 | 東南亞運動會羽毛球比賽 | 其他       | 女子團體 | 銅牌   |
| 2022年 | 比利時羽毛球國際賽     | 國際挑戰賽 | 女子單打 | 冠軍   |
| 2022年 | 越南羽毛球公開賽       | 超級100賽  | 女子單打 | 冠軍   |
| 2022年 | 本迪戈羽毛球國際賽     | 國際挑戰賽 | 女子單打 | 亞軍   |
| 2022年 | 越南羽毛球國際系列賽   | 國際系列賽 | 女子單打 | 冠軍   |
| 2023年 | 泰國羽毛球國際挑戰賽   | 國際挑戰賽 | 女子單打 | 亞軍   |
| 2023年 | 越南羽毛球國際挑戰賽   | 國際挑戰賽 | 女子單打 | 冠軍   |
| 2023年 | 越南羽毛球公開賽       | 超級100賽  | 女子單打 | 冠軍   |
| 2024年 | 德國羽毛球公開賽       | 超級300賽  | 女子單打 | 亞軍   |
| 2024年 | 越南羽毛球公開賽       | 超級100賽  | 女子單打 | 冠軍   |
| 2025年 | 德國羽毛球公開賽       | 超級300賽  | 女子單打 | 亞軍   |
| 2025年 | 加拿大羽毛球公開賽     | 超級300賽  | 女子單打 | 亞軍   |

| 2007-2017年 | 首要超級賽 | 超級賽 | 黃金大獎賽 | 大獎賽 | 國際挑戰賽 | 國際系列賽 | 未來系列賽 | 其他 |

| 2018-2026年 | 總決賽 | 超級1000賽 | 超級750賽 | 超級500賽 | 超級300賽 | 超級100賽 | 國際挑戰賽 | 國際系列賽 | 未來系列賽 | 其他 |

### 奧運會和世錦賽參賽紀錄
|          | 2018 | 2019 | 2020       | 2021 | 2022 | 2023 | 2024       |
| -------- | ---- | ---- | ---------- | ---- | ---- | ---- | ---------- |
| 女子單打 | 16強 | 64強 | 小組第二名 | 64強 | 32強 | 64強 | 小組第二名 |